# Dolops striata
Dolops striata is een visluizensoort uit de familie van de Argulidae. De wetenschappelijke naam van de soort is voor het eerst geldig gepubliceerd in 1899 door Bouvier.